# Otnice
Otnice (deutsch Ottnitz, auch Otnitz) ist eine Gemeinde in Tschechien. Sie liegt fünf Kilometer südöstlich von Újezd u Brna und gehört zum Okres Vyškov.

## Geographie

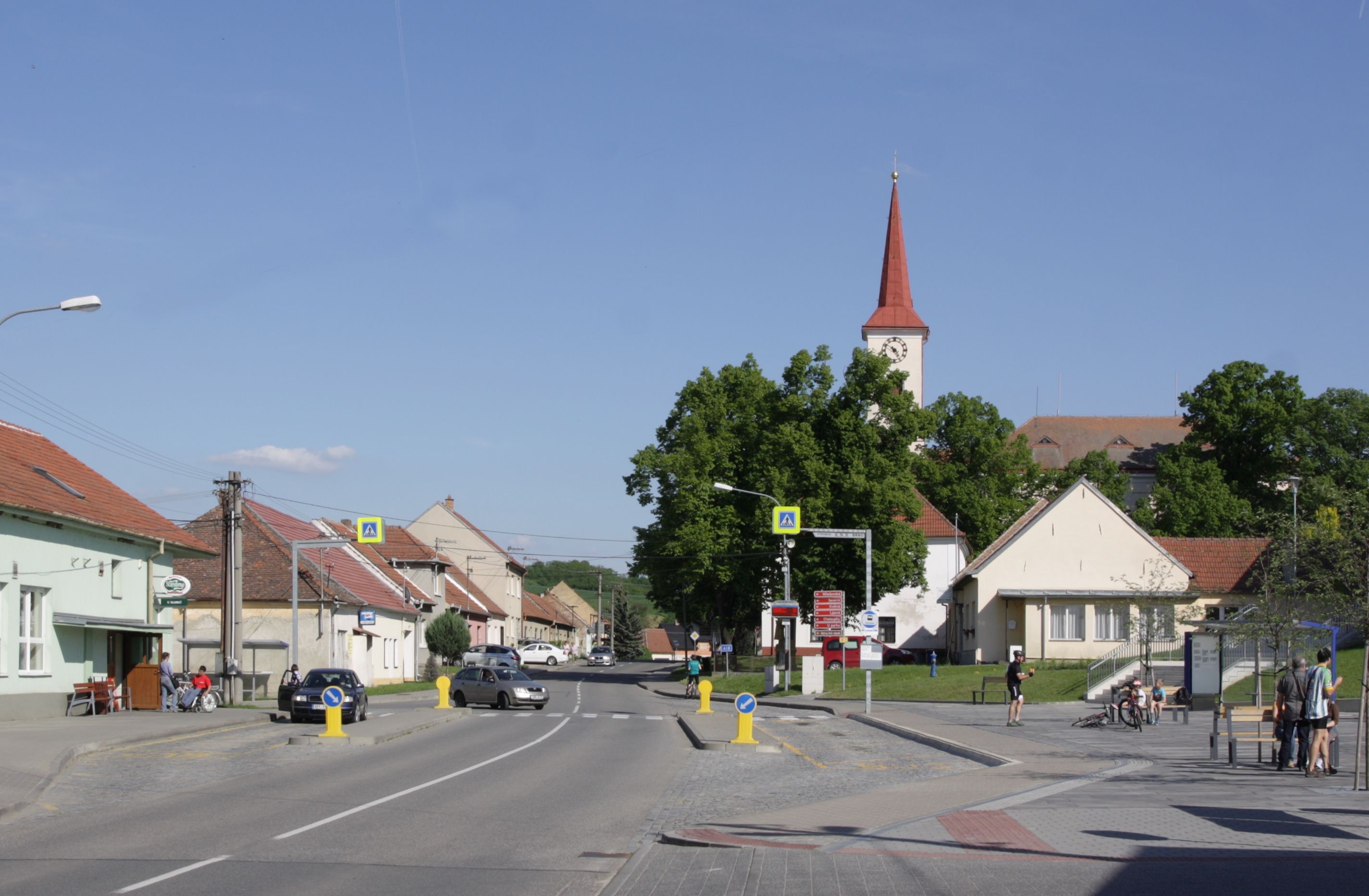
Otnice – Zentrum

Otnice befindet sich in den nordwestlichen Ausläufern des Ždánický les am Rande des gleichnamigen Naturparks. Das Dorf erstreckt sich linksseitig des Baches Otnický potok unterhalb des Zusammenflusses des Bošovický potok mit dem Lovčičký potok. Östlich erhebt sich die Strážka (266 m), im Süden der Vinohrady (339 m), südwestlich der Maly Sádkový vrch (268 m). Gegen Norden und Westen liegen Brunnen des Heilwassers Šaratica.
Nachbarorte sind Šaratice, Kavriánov und Hrušky im Norden, Vážany nad Litavou und Nížkovice im Nordosten, Milešovice im Osten, Lovčičky im Südosten, Bošovice, Borkovany und Šinkovický Dvůr im Süden, Těšany, Moutnice, Nesvačilka und Šaratský Dvůr im Südwesten, Třebomyslice und Žatčany im Westen sowie Šternov, Újezd u Brna, Rychmanov und Hostěrádky-Rešov im Nordwesten.

## Geschichte
Die erste schriftliche Erwähnung des Ortes erfolgte 1255 im Testament des Znaimer Burggrafen Boček von Jaroslavice und Zbraslav im Zusammenhang mit Hypolit von Otnitz und dessen Sohn Heinrich. Im 14. Jahrhundert sind in dem Tal die zwei Dörfer Groß Otnitz und Klein Otnitz sowie zwei Höfe und eine Feste nachweisbar. Die Existenz der Pfarre Otnitz ist seit 1351 nachweisbar. Zu den zahlreichen Besitzern gehörte u. a. Geblin von Kutscherau, der 1378 Groß und Klein Otnitz und einen Hof von den Brüdern Wenzel und Peter von Krawarn erwarb und 1381 an Drslaw von Stralek verkaufte. Im Jahre 1412 erwarb Arkleb von Ritschan das Gut Otnitz. Dieser vermachte Otnitz zusammen mit Krzizanowcz seinen beiden Söhnen Andres und Arkleb von Ritschan-Okaretz. Seit dem 15. Jahrhundert ist ein Freihof und das Brauhaus nachweisbar. 1447 erwarb Johann von Polanka das Gut. Nachfolgend erfolgte zeitweilig eine Teilung des Gutes, im Jahre 1459 ist Hincz von Senitz als Besitzer eines Anteils nachweisbar. Die Herren von Polanka hielten Otnitz knapp hundert Jahre.
Die Feste wird seit 1490 als wüst bezeichnet. Um 1540 verkaufte Albert Bossowný von Polanka das Gut an Johann von Doubrawitz († 1545). Das Dorf Klein Otnitz (Otničky) erlosch zum Ende des 16. Jahrhunderts, seine Fluren gehören heute zu Lovčičky. Im Jahre 1586 gehörte das Gut Magdalena von Kaunitz und deren Mann Michael Kremer von Königsfeld. Nachfolgender Besitzer war Niklas Woracziczky von Pabienitz († 1591), dessen Grablege in der alten Kirche lag. Um 1600 erwarb Johann Christoph Jager von Poysbrunn Otnice und Uhřice. Nach dessen Tode im Jahre 1605 erbte zunächst die Witwe Anna Salomena beide Güter. Sie verstarb wenig später und der Besitz fiel Jagers Onkel Martin Christoph Grafenstauer zu. Das Landrecht verkaufte Otnice mit der Feste, dem Hof und der Mühle zugunsten der von Johann Christoph Jager hinterlassenen Waisen 1611 an Wilhelm Przepitzky von Richemburg und seine Frau Susanna Pfefferkorn von Ottopach. Das Pfarrpatronat erhielt Kardinal Franz Seraph von Dietrichstein. Przepitzky  verlor als Aufständischer nach der Schlacht am Weißen Berg seine Güter. Im Jahre 1623 verkaufte die kaiserliche Kammer das Gut für 15000 Taler an Simon Kratzer von Schönsberg. Dieser verkaufte Ottnitz noch vor 1626 an die Fürsten von  Liechtenstein, die es an die Herrschaft Steinitz anschlossen. Das älteste Ortssiegel stammt aus dem Jahre 1743. Er zeigt einen flatternden Schwan und trägt die Inschrift SIGILL DES DORFF OTTNITZ 1743. Im Jahre 1790 bestand Ottnitz aus 69 Häusern und hatte 447 Einwohner. Südöstlich des Dorfes lag der herrschaftliche Meierhof Friedeck. 1834 lebten in den 103 Häusern von Ottnitz 666 Menschen. In Ottnitz bestand zu dieser Zeit eine Schule, die vom Dekanat Klobauk betreut wurde, zwei Schänken und der Meierhof Friedeck.
Nach der Ablösung der Patrimonialherrschaften bildete Ottnitz/Otnice ab 1850 eine Gemeinde in der Bezirkshauptmannschaft Wischau. 1855 ließen die Liechtensteiner die alte St.-Gallus-Kirche abtragen und eine neue Kirche erbauen, die dem hl. Aloisius von Gonzaga geweiht wurde. Zwischen 1949 und 1959 war Otnice Teil des Okres Slavkov und kam nach dessen Auflösung zum Okres Vyškov zurück. Eingepfarrt ist Milešovice.

## Gemeindegliederung
Für die Gemeinde Otnice sind keine Ortsteile ausgewiesen.

## Sehenswürdigkeiten

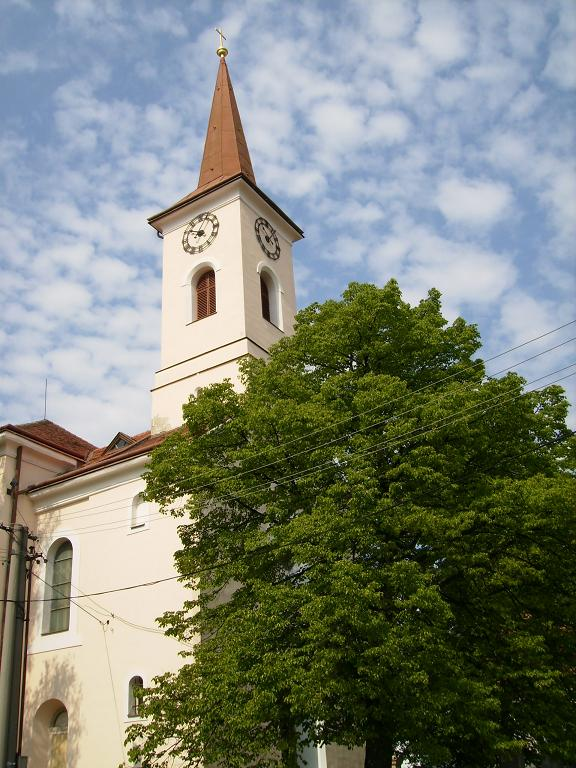
Kirche des hl. Alois

- Pfarrkirche des hl. Alois, der Neorenaissancebau entstand in den Jahren 1855–1856 an Stelle eines dem hl. Gallus geweihten Vorgängerbaus.
- Kapelle der Jungfrau Maria
- Statue des hl. Johannes von Nepomuk
- Denkmal der Opfer beider Weltkriege
- Russischer Garten, mit Gedenksteinen für gefallene Rotarmisten